# Кладовище Комунарів
Кладовище Комунарів — меморіальний, «парадний» цвинтар у Севастополі. Знаходиться біля площі Повсталих, позаду будівлі колишньої в'язниці, вздовж вулиці 5-ї Бастіонної у напрямку до вулиці Льва Толстого. Займає площу 0,5 га.

## Історія
До Жовтневого перевороту 1917 року на місці цвинтаря знаходився розстрільний цвинтар Севастопольського тюремного замку.
Кладовище засновано в грудні 1920 року на території, що прилягала до 5-го бастіону, де під час оборони Севастополя 1854—1855 років знаходився люнет Бєлкіна. Спочатку мало назву «Кладовище комунарів і жертв білого терору» і своєю назвою було зобов'язане сорока дев'яти комунарам — учасникам підпілля, розстріляним білогвардійцями в 1919—1920 роках.
Рішенням Севастопольської міської ради від 13 листопада 1923 року в честь 3-ї річниці визволення Криму від частин Російської імператорської армії генерала П. М. Врангеля цвинтар отримав назву «Кладовище революціонерів імені 3-ї річниці визволення Криму», а надалі — «Кладовище Комунарів».
В 1946 році був споруджений пам'ятник героям оборони Севастополя. У 1963 році на кладовищі відбулося відкриття пам'ятника — учасникам севастопольського підпілля 1942—1944 років. Автори проекту — скульптор С. О. Чиж і архітектор А. Л. Шеффер. Пам'ятник встановлено на братській могилі.

## Поховання

меморіал підводникам «Курська»

На кладовище було перезахоронено П. П. Шмідта і його товаришів із склепу Покровського собору.
В теперішній час кладовище нараховує 210 могил, багато з яких (до 1945 року) є кенотафами — під час війни кладовище, як і все місто, піддалося масованим авіанальотам і було сильно зруйноване. Всі могили належать людям що залишили помітний слід в історії Севастополя і Чорноморського флоту.
Тут поховані: кулеметниця Чапаєвської дивізії Герой Радянського Союзу Ніна Онілова (бійці називали дівчину Анкою), віце-адмірал Олександр Нємітц, адмірал Пилип Октябрський, професор Володимир Водяницький, письменник Генадій Черкашин, снайпер Марія Байда, встановлено меморіал севастопольцям — членам екіпажу підводного човна «Курськ».
Досі на кладовищі проводяться поховання відомих громадян Севастополя.